# Жайворонок польовий
Жа́йворонок польови́й (Alauda arvensis) — невеликий горобцеподібний птах. В Україні гніздовий, перелітний, зимуючий вид.

## Морфологічні ознаки
Птах розміром більший за горобця. Маса тіла 34-43 г, довжина тіла до 18 см. Дорослий птах зверху світло-бурий, з темною строкатістю; на тім'ї короткий «чуб»; низ білуватий, воло вохристе, з чорними рисками; махові пера бурі, вздовж заднього краю другорядних махових пер проходить вузька біла смуга; хвіст чорний, на центральних стернових перах широка бура облямівка, крайні стернові пера білі; дзьоб темно-бурий; ноги жовтувато-бурі. Молодий птах строкатіший за дорослого, на волі краплеподібні плями.

## Поширення
Цей вид жайворонків гніздиться по всій території Європи і Азії та у гірських районах Африки. Це осілий птах на заході свого ареалу, проте східні популяції більше схильні до  міграцій (кочівні) та узимку пересуваються на південь. Зазвичай західні популяції мігрують до рівнинних районів, а азійські мігрують до Аляски. Також інтродуковані популяції існують на Гавайських островах та на заході Північної Америки.

## Річний цикл

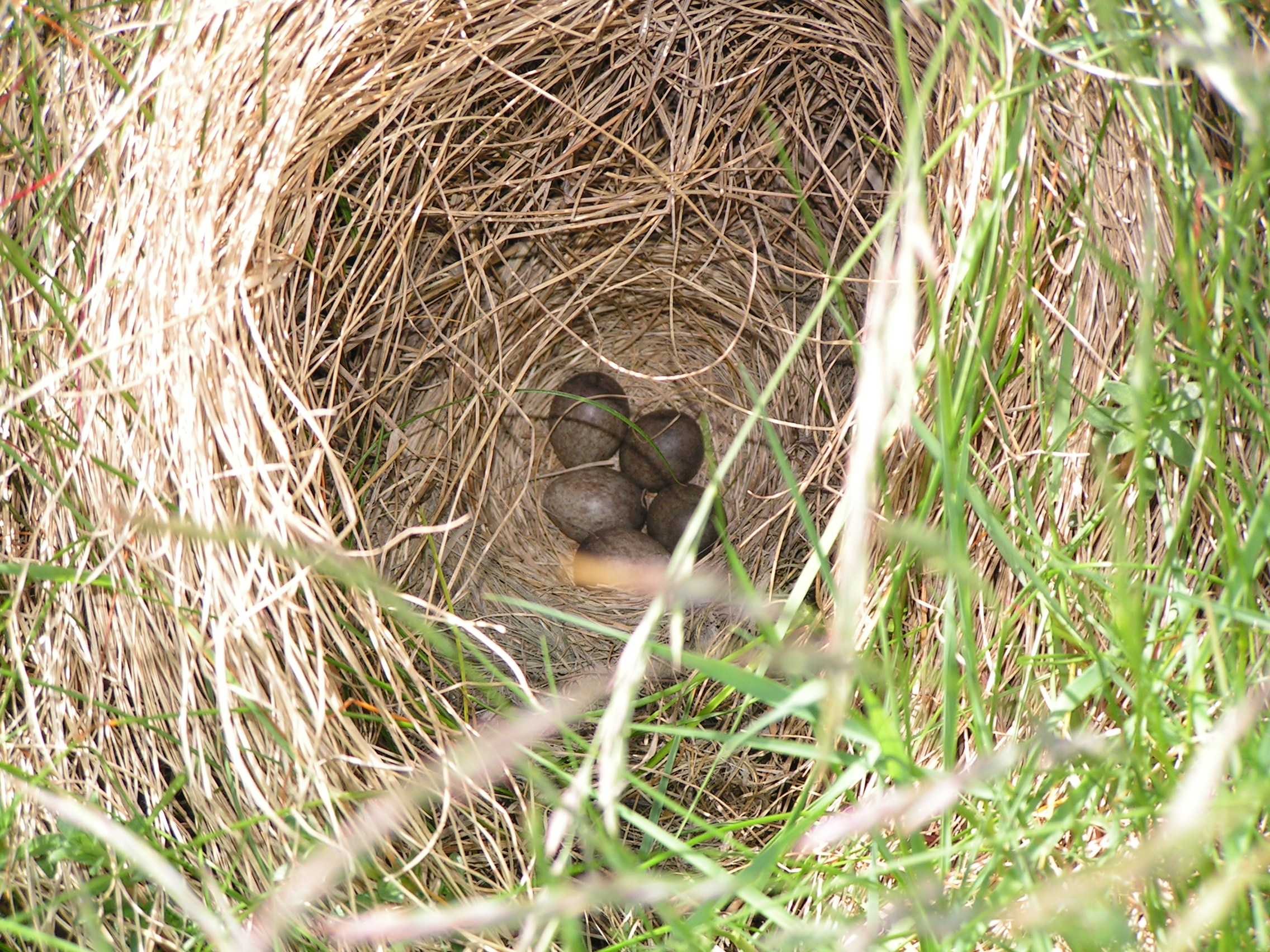
Гніздо польового жайворонка

Жайворонки України зимують в північній Африці або в Індії, вертаються в Україну на початку березня, а відлітають у жовтні. Живуть переважно в полях, там в'ють гніздо просто на землі. Самиця жайворонка кладе від 3 до 6 плямистих яєць. Починаючи співати, жайворонок швидким летом підіймається вгору, описуючи велику спіраль. Згори летить спочатку повільно, а потім раптово складає крильця і «каменем» падає додолу. 

## Живлення
Живиться комахами, зернами злаків і насінням бур'янів. П'є росу з листя трави, що дозволяє йому жити і в посушливих степах південної України.